# 澤生副長頷魚
澤生副長頷魚，為輻鰭魚綱骨舌魚目象鼻魚科的其中一種，分布於非洲喀麥隆、加彭及剛果民主共和國的淡水流域，體延長，頭部圓鈍，鼻部呈V字型，體淺褐色，背鰭軟條20-21枚，臀鰭軟條25-26枚，體長可達11.4公分。